# Anisopodus andicola
Anisopodus andicola är en skalbaggsart som beskrevs av Kirsch 1889. Anisopodus andicola ingår i släktet Anisopodus och familjen långhorningar. Inga underarter finns listade i Catalogue of Life.